# Saint-Cyr-en-Bourg
Saint-Cyr-en-Bourg ist eine Ortschaft und eine Commune déléguée in der französischen Gemeinde Bellevigne-les-Châteaux mit 836 Einwohnern (Stand: 1. Januar 2022) im Département Maine-et-Loire in der Region Pays de la Loire. Die Einwohner werden Saint-Cyriens genannt.
Die Gemeinde Saint-Cyr-en-Bourg wurde am 1. Januar 2019 mit Chacé und Brézé zur Commune nouvelle Bellevigne-les-Châteaux zusammengeschlossen. Sie hat seither den Status einer Commune déléguée. Die Gemeinde Saint-Cyr-en-Bourg gehörte zum Arrondissement Saumur und zum Kanton Doué-la-Fontaine. 

## Lage
Saint-Cyr-en-Bourg liegt etwa 48 Kilometer südöstlich von Angers. Umgeben wurde die Gemeinde Saint-Cyr-en-Bourg von den Nachbargemeinden Chacé im Norden und Westen, Souzay-Champigny im Norden und Nordosten, Fontevraud-l’Abbaye im Osten und Südosten sowie Brézé im Süden.

## Bevölkerungsentwicklung
| Jahr                       | 1962 | 1968 | 1975 | 1982 | 1990 | 1999 | 2006 | 2013 |
| Einwohner                  | 856  | 737  | 983  | 1172 | 1169 | 1070 | 1018 | 937  |
| Quellen: Cassini und INSEE |      |      |      |      |      |      |      |      |

## Sehenswürdigkeiten
- Kirche Saint-Cyr

Siehe auch: Liste der Monuments historiques in Bellevigne-les-Châteaux

## Weinbau
Die Reben in der Gemeinde gehören zum Weinbaugebiet Anjou.